# Don't Look Down (пісня)
«Don't Look Down» —  сингл британського рок-гурту Bring Me the Horizon записаний спільно з Foreign Beggars. Реліз синглу відбувся 29 жовтня 2014 року на BBC Radio 1.
29 жовтня пісня була доступна для безкоштовного завантаження на SoundCloud.